# Засулич, Вера Ивановна

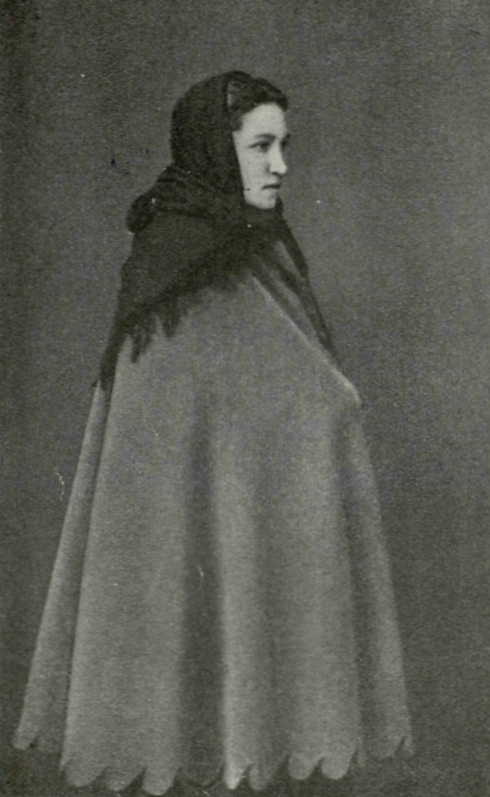
В. Засулич (ранее 1907 года)

Ве́ра Ива́новна Засу́лич (партийные и литературные псевдонимы — Велика, Велика Дмитриевна, Вера Ивановна, Иванов В., Карелин Н., Старшая сестра, Тётка, В. И. и др.; 27 июля (8 августа) 1849, деревня Михайловка, Гжатский уезд, Смоленская губерния — 8 мая 1919, Петроград) — деятельница российского и международного социалистического движения, писательница. Вначале народница-революционерка, затем одна из первых российских социал-демократов.

## Биография
Вера Засулич родилась в деревне Михайловке (ранее - Гжатский уезд Смоленской губернии, ныне - Можайском муниципальный округ Московской области) в обедневшей польской дворянской семье. Три года спустя (1852) умер её отец, отставной офицер; мать была вынуждена отправить Веру, одну из трёх сестёр, к более материально обеспеченным родственникам (Макулич) в деревню Бяколово близ Гжатска. В 1864 году была отдана в московский частный пансион. По окончании пансиона получила диплом домашней учительницы (1867). Около года служила письмоводительницей у мирового судьи в Серпухове (1867—1868). В начале 1868 года в Санкт-Петербурге устроилась переплётчицей и занималась самообразованием.
Принимала участие в революционных кружках. В мае 1869 года была арестована и в 1869—1871 годах находилась в заключении в связи с «нечаевским делом», затем — в ссылке в Новгородской губернии, затем в Твери. Вновь была арестована за распространение запрещённой литературы и выслана в Солигалич Костромской губернии.
С конца 1873 года в Харькове училась на акушерских курсах. С 1875 жила под надзором полиции, увлекшись учением М. А. Бакунина, вошла в кружок «Южные бунтари» (создан в Киеве, но имел филиалы по всему югу Российской империи, объединяя около 25 бывших участников «хождения в народ»; в эту группу входил в т.ч. Л. Г. Дейч). Вместе с другими «бунтарями»-бакунистами пыталась с помощью фальшивых царских манифестов поднять крестьянское восстание под лозунгом уравнительного передела земли. Жила в деревне Цебулёвке вместе с М. Ф. Фроленко. Когда замысел «бунтарей» осуществить не удалось, Засулич, спасаясь от преследований полиции, выехала в столицу, где было легче затеряться.

## Покушение на Трепова

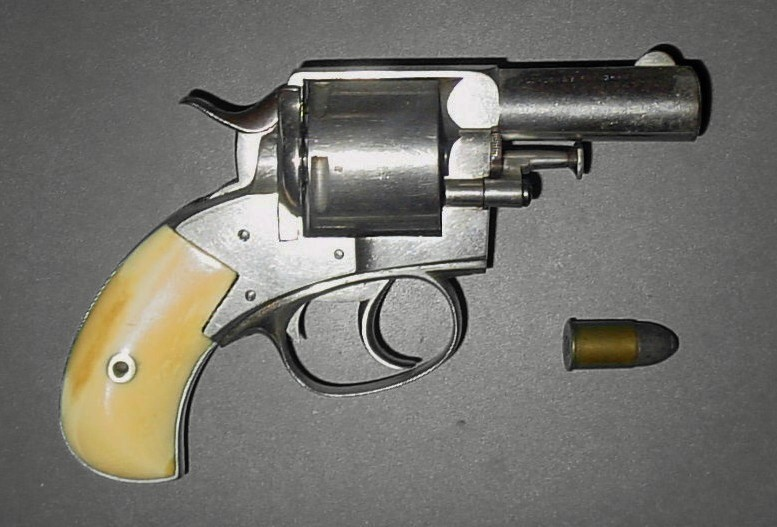
Webley British Bull Dog. Револьвером этого типа была вооружена Засулич

В июле 1877 года петербургский градоначальник Ф. Ф. Трепов отдал приказ о порке политического заключенного народника А. С. Боголюбова за то, что тот не снял перед ним шапку. Приказ Ф. Ф. Трепова о сечении розгами был нарушением закона о запрете телесных наказаний от 1863 года и вызвал широкое возмущение в российском обществе.
24 января (5 февраля) 1878 года Вера Засулич пришла на приём к Трепову и выстрелила из револьвера, пуля от которого попала в левый бок петербургского градоначальника. Женщина была немедленно арестована, но на суде снискала симпатии присяжных заседателей. И хотя по закону за подобные преступления полагалось от 15 до 20 лет тюремного заключения, суд присяжных 31 марта (12 апреля) 1878 года полностью оправдал Засулич. Обвинение поддерживал прокурор К. И. Кессель, который ранее проводил расследование по делу о Тилигульской катастрофе. На оправдательный вердикт присяжных повлияла и позиция председателя суда А. Ф. Кони и защитника П. А. Александрова.
Оправдательный приговор был восторженно встречен в обществе и сопровождался манифестацией со стороны собравшейся у здания суда большой массы публики. Весть об оправдании В. Засулич с большим интересом была встречена и за рубежом. Газеты Франции, Германии, Англии, США, Италии и других стран дали подробную информацию о процессе. Во всех этих сообщениях наряду с Верой Засулич неизменно упоминались имена адвоката П. А. Александрова и председательствовавшего в процессе 34-летнего А. Ф. Кони. За ним по заслугам закрепилась слава судьи, не идущего ни на какие компромиссы с совестью, а в либеральных слоях русского общества о нём открыто заговорили как о человеке, стоящем в оппозиции к самодержавию. Отозвалось на оправдательный приговор Засулич и правительство. Министр К. И. Пален обвинял А. Ф. Кони в нарушениях закона и убеждал его уйти в отставку. Кони остался твёрд в своём решении. Тогда начался долгий период его опалы: он был переведён в гражданский департамент судебной палаты, а в 1900 году оставил судебную деятельность. Гнев императора был настолько велик, что он не пощадил и министра юстиции. Граф Пален вскоре был уволен со своего поста «за небрежное ведение дела В. Засулич».
На следующий день после освобождения приговор был опротестован, и полиция издала приказ о поимке Засулич, но она успела скрыться на конспиративной квартире и вскоре, чтобы избежать повторного ареста, была переправлена к своим друзьям в Швейцарию.
Уже на второй день после оправдания в кабинете министра возникла служебная записка о необходимости упорядочения уголовных положений. Именным указом дела о вооружённом сопротивлении властям, нападении на чинов войска и полиции и вообще должностных лиц при исполнении ими служебных обязанностей, если эти преступления сопровождались убийством или покушением на убийство, нанесением ран, увечий и пр., были переданы военному суду, и виновные лица подлежали наказанию по статье 279 Воинского устава о наказаниях, то есть лишению всех прав состояния и смертной казни. Эта мера была признана своевременной, когда через четыре месяца С. М. Кравчинский убил шефа жандармов Н. В. Мезенцева.
Отказавшийся выступать в деле Засулич в качестве обвинителя юрист В. И. Жуковский оставил — под давлением недовольных исходом дела властей — поприще обвинителя и в дальнейшем работал в адвокатуре.

## Первая эмиграция
По настоянию друзей и не желая подвергнуться новому аресту, приказ о котором был отдан после оправдательного приговора, Засулич эмигрировала в Швейцарию, где Г. В. Плеханов, П. Б. Аксельрод, В. Н. Игнатов и Л. Г. Дейч создали первую марксистскую социал-демократическую группу «Освобождение труда».
В 1879 году тайно возвратилась в Россию, вместе с Дейчем и Плехановым примкнула к «Чёрному переделу».
Первой из женщин-революционерок испробовав метод индивидуального террора, она первой же разочаровалась в его результативности. Участвовала в создании группы «Чёрный передел», члены которой (особенно поначалу) отрицали необходимость политической борьбы, не принимали террористической и заговорщической тактики «Народной воли», были сторонниками широкой агитации и пропаганды в массах.

## Вторая эмиграция (1880—1898)
В 1880 году вновь эмигрировала, была заграничным представителем «Красного креста» «Народной воли». В 1883 году, перейдя на позиции марксизма, вошла в состав группы «Освобождение труда», переводила произведения К. Маркса и Ф. Энгельса, вела с ними переписку. Она принимала активное участие в деятельности Международного Товарищества рабочих (II Интернационала) — была представительницей российской социал-демократии на трёх его конгрессах в 1896, 1900 и 1904. Решительно отказавшись от прежних своих взглядов, вела пропаганду идей марксизма, отрицала террор — «следствие чувств и понятий, унаследованных от самодержавия».
С 1894 жила в Лондоне, занималась литературным и научным трудом. Её статьи тех лет касались широкого круга исторических, философских, социально-психологических проблем. Монографии Засулич о Руссо и Вольтере были несколько лет спустя, хотя и с большими цензурными купюрами, изданы в России на русском языке, став первой попыткой марксистского толкования значения обоих мыслителей. В качестве литературного критика Засулич отрецензировала романы С. М. Кравчинского (Степняка), повести В. А. Слепцова «Трудное время». Резко раскритиковала роман П. Д. Боборыкина «По-другому», полагая, что в своих размышлениях об истории русского революционного движения он исказил суть спора между марксистами и народническими публицистами, Д. И. Писаревым и Н. А. Добролюбовым. Засулич утверждала, что «безнадёжная русская идейность» либералов нуждается «в обновлении, которое несёт марксизм», защищала «первородство подлинных русских революционеров», спасая, как она считала, их образы от «вульгаризации и фальсификации».
Эдуард Эвелинг, упоминая о её визитах к Энгельсу, писал: «Вера Засулич с момента её приезда в Англию была одним из тех постоянных посетителей дома на Риджентс-парк-род (где жил Фридрих Энгельс), которые не нуждались в специальных приглашениях».
В 1897—1898 годах жила в Швейцарии.

## Возвращение в Россию

В. Засулич в 1918(?) году

В 1899 году нелегально приехала в Россию по болгарскому паспорту на имя Велики Дмитриевой. Использовала это имя для публикации своих статей, установила связь с местными социал-демократическими группами России. В Петербурге познакомилась с В. И. Лениным.
В 1900 году вошла в состав редакций «Искры» и «Зари». Участвовала в конгрессах Второго Интернационала.
На II съезде РСДРП (1903) примыкала к искровцам меньшинства; после съезда стала одним из лидеров меньшевизма. В 1905 году вернулась в Россию. После революции 1905 года в 1907—1910 годах была одним из «ликвидаторов», то есть сторонников ликвидации подпольных нелегальных партийных структур и создания легальной политической организации.
По поводу позиции социал-демократов в Февральской революции писала:
Социал-демократия не желает допустить к власти либералов, полагая, что единственный революционный хороший класс — это пролетариат, а остальные — предатели.
В марте 1917 вошла в группу правых меньшевиков-оборонцев «Единство», выступала вместе с ними за продолжение войны до победного конца (эти взгляды изложила в брошюре «Верность союзникам». Пг., 1917). В апреле подписала воззвание к гражданам России, призывая поддерживать Временное правительство, ставшее коалиционным.
В июле 1917, по мере усиления противостояния большевиков и иных политических сил, заняла твёрдую позицию поддержки действующей власти, была избрана в гласные Петроградской Временной городской думы, от имени «старых революционеров» призывала к объединению для защиты от «объединённых армий врага». Перед самой Октябрьской революцией была выдвинута кандидатом в члены Учредительного собрания.

## Непринятие октябрьской революции 1917 года

Засулич на смертном одре

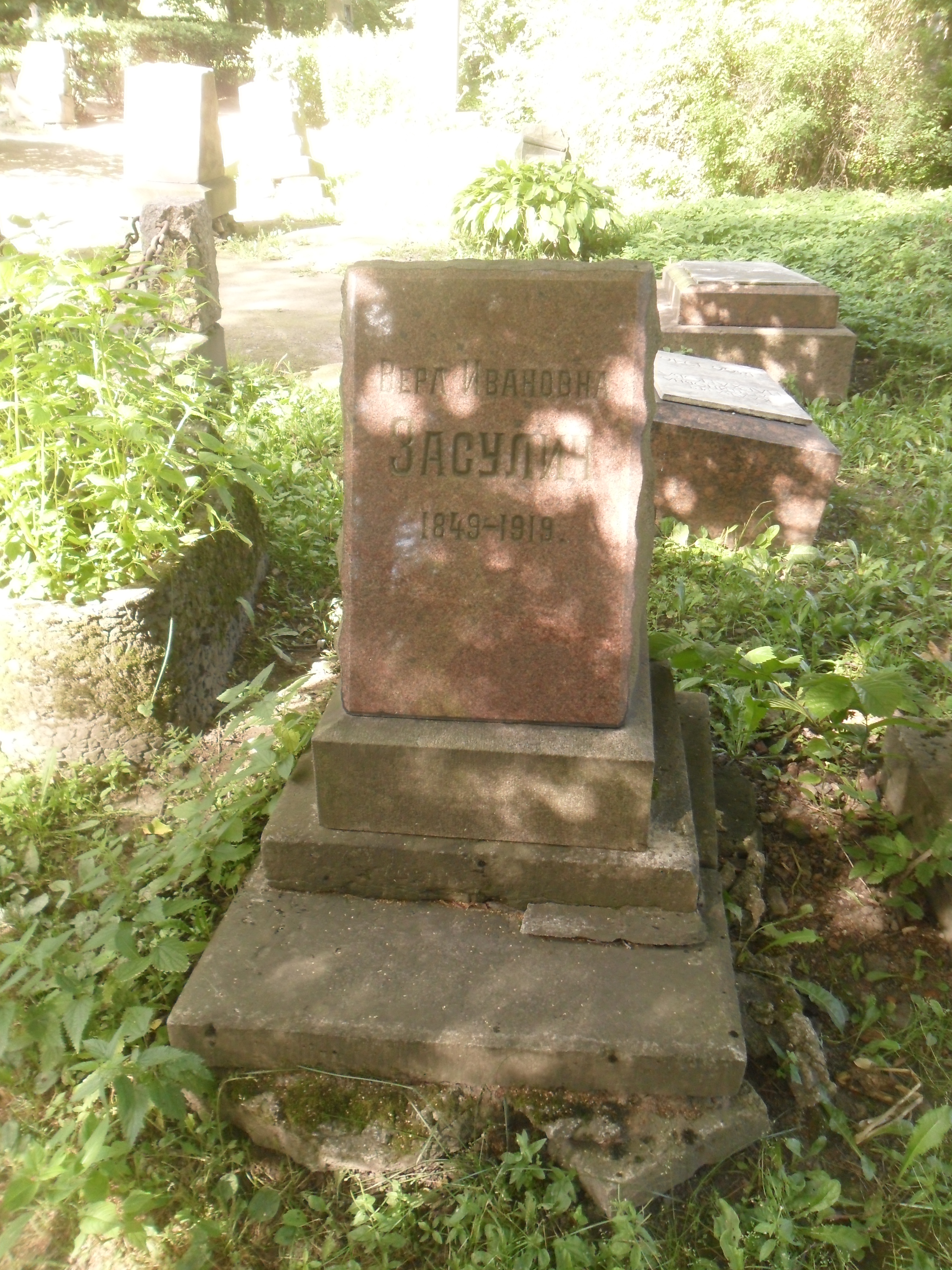
Могила В. Засулич на Литераторских мостках в Санкт-Петербурге.

Октябрьскую революцию Засулич считала контрреволюционным переворотом, прервавшим нормальное политическое развитие буржуазно-демократической революции, и расценивала созданную большевиками систему советской власти зеркальным отражением царского режима. Она утверждала, что новое властвующее меньшинство просто «подмяло вымирающее от голода и вырождающееся с заткнутым ртом большинство». Утверждая, что большевики «истребляют капиталы, уничтожают крупную промышленность», решалась иногда на публичные выступления (в клубе «Рабочее знамя» 1 апреля 1918). Ленин, критикуя её выступления, тем не менее признавал, что Засулич является «виднейшим революционером».
«Тяжело жить, не стоит жить», — жаловалась она соратнику по народническому кружку Л. Г. Дейчу. Тяжело заболев, до последнего часа писала воспоминания, опубликованные посмертно.
Зимой 1919 в её комнате случился пожар. Её приютили жившие в том же дворе две сестры, но у неё началось воспаление лёгких, и она скончалась.
Похоронена на Литераторских мостках Волкова кладбища.

## Литературная деятельность
Первое публицистическое произведение — речь к 50-летию польского восстания 1831 года, опубликованное в переводе на польский язык в сборнике Biblioteka «Równosci» (Женева, 1881). Засулич принадлежат очерк истории Международного товарищества рабочих, книги о Ж.-Ж. Руссо (1899, второе издание 1923) и Вольтере (первая русская биография Вольтера «Вольтер. Его жизнь и литературная деятельность», 1893, второе издание 1909), а также литературно-критические статьи о Д. И. Писареве (1900), Н. Г. Чернышевском, С. М. Кравчинском (Степняке), о повести В. А. Слепцова «Трудное время» (1897), романе П. Д. Боборыкина «По-другому», и других литераторах и произведениях. Войдя в редакцию газеты «Искра», опубликовала в ней статью о Н. А. Добролюбове, некрологи о Глебе Успенском и Михайловском.
После революции 1905 года в поисках заработка бралась за переводы прозы Г. Уэллса («Бог динамо», «В дни кометы», «Человек-невидимка»), романа Вольтера «Белый бык». Состояла во Всероссийском обществе писателей и во Всероссийском литературном обществе. В литературно-критических работах Засулич продолжала традиции революционно-демократической литературной критики и публицистики. В последние годы писала мемуары, опубликованные посмертно.

## Отзывы современников
Лев Тихомиров, русский общественный деятель, в молодости — народоволец:
Она была по внешности чистокровная нигилистка, грязная, нечесаная, ходила вечно оборванкой, в истерзанных башмаках, а то и вовсе босиком. Но душа у неё была золотая, чистая и светлая, на редкость искренняя. Засулич обладала и хорошим умом, не то чтобы очень выдающимся, но здоровым, самостоятельным. Она много читала, и общение с ней было очень привлекательно.
Оправдание Засулич в деле о покушении на генерала Ф. Ф. Трепова вызвало бурное одобрение российской либеральной общественности и осуждение со стороны консервативных кругов.
Князь В. П. Мещерский о процессе над В. Засулич 1878 года:
Оправдание Засулич происходило как будто в каком-то ужасном кошмарном сне, никто не мог понять, как могло состояться в зале суда самодержавной империи такое страшное глумление над государственными высшими слугами и столь наглое торжество крамолы.
Оскар Уайльд посвятил Засулич пьесу «Вера, или Нигилисты» (1880).
Лев Троцкий вспоминал о ней: «Засулич была человеком особенным и по-особенному очаровательным». По его мнению, «была она и осталась до конца старой интеллигенткой радикалкой, которую судьба подвергла марксистской прививке».

## Память
В память Веры Засулич были названы улицы в Перми, Екатеринбурге (до 1998, сейчас ул. Одинарка), Самаре, Донецке, Гагарине, Тбилиси (ныне ул. Нино Чхеидзе), Калуге (ныне пер. Григоров), Астрахани (с 1924 по 1936 год, сейчас ул. Валерии Барсовой), Омске (сейчас ул. Ильинской) и Воронеже (ныне улица не существует, находилась в микрорайоне Придача).

## Киновоплощение
- 1961 — «В начале века». В роли Веры Засулич — Софья Пилявская
- 1993 — телесериал «Раскол». В роли Веры Засулич — Елизавета Никищихина.

## Сочинения
- Очерк истории Международного общества рабочих. — Женева, 1889.
- Вольтер. Его жизнь и литературная деятельность. — СПб., 1893 (2-е изд.: 1909).
- Воспоминания о покушении на Трепова
- Жан-Жак Руссо. Опыт характеристики его общественных идей. — СПб., 1898.
- О чём говорят нам июльские дни?
- Сборник статей. — Т. 1. — СПб., 1907.
- Сборник статей. — Т. 2. — СПб., 1907.
- Революционеры из буржуазной среды. — Петроград, 1921.
- Воспоминания. — М., 1931.
- Статьи о русской литературе. Москва, 1960.
- Избранные произведения. — М.: Мысль, 1983. — 508 с.